# Бейкер, Ньютон Дил
Ньютон Дил Бейкер (англ. Newton Diehl Baker; 3 декабря 1871 — 25 декабря 1937, Кливленд, Огайо) — американский политический деятель, военный министр в администрации Вудро Вильсона.
Занимался юридической практикой в Мартинсберге с 1897 года, а затем переехал в Кливленд, где был избран мэром и занимал этот пост с 1912 по 1916 год. Он помог одержать победу на президентских выборах 1912 года Вудро Вильсону, который назначил его военным министром. Эту должность Бейкер занимал с 1916 по 1921 год.
Хотя по убеждению Бейкер был пацифистом, он разработал план несения воинской службы по призыву и руководил мобилизацией более четырёх миллионов человек во время первой мировой войны. В 1928 году был прикомандирован к Международному арбитражному суду в Гааге.